# Olivia Époupa

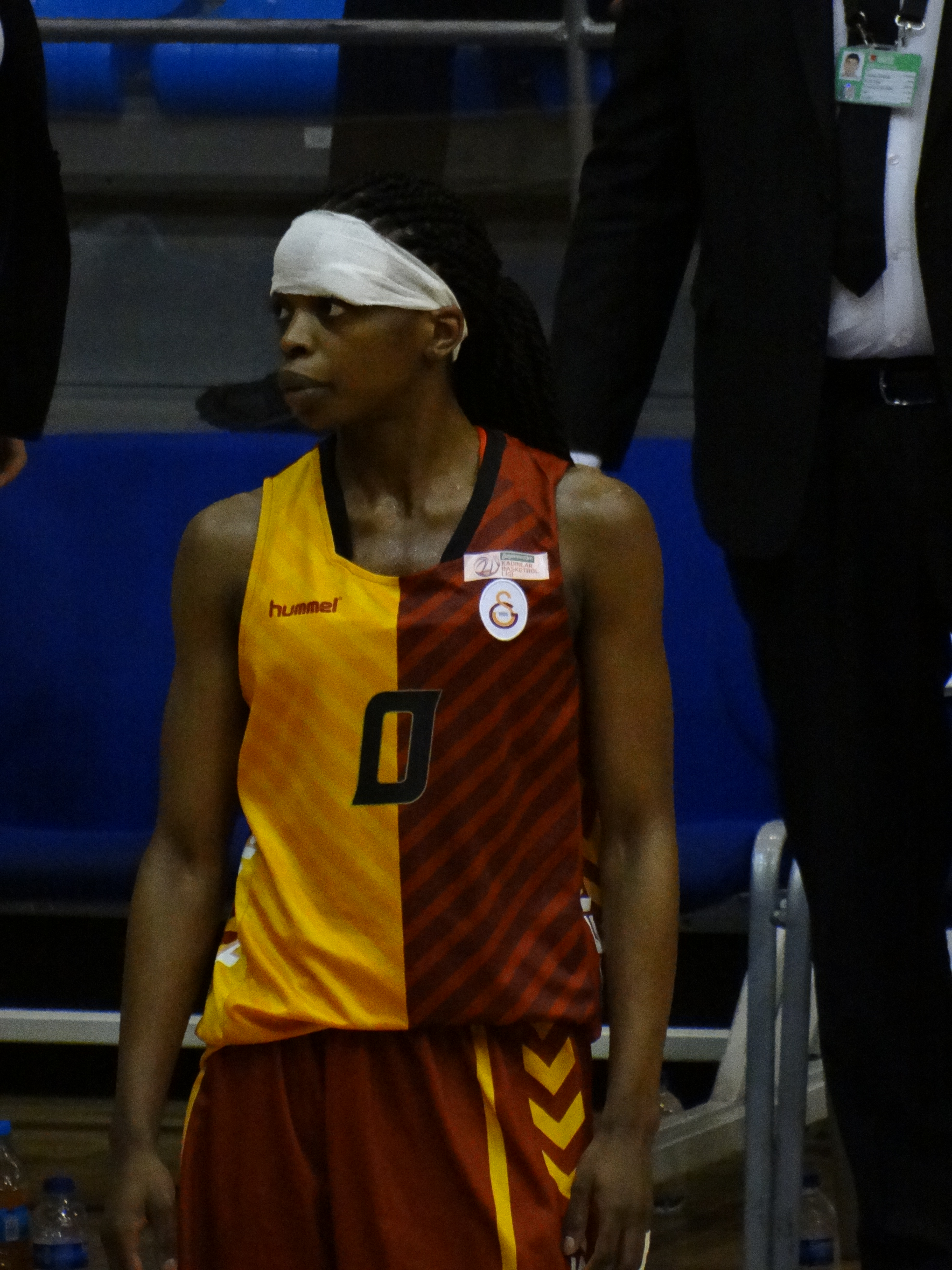
Époupa 2018

Olivia Époupa, née le 30 avril 1994 à Paris (France), est une joueuse française de basket-ball.

## Biographie

### Débuts au Centre Fédéral
Habitante du quartier de la Goutte-d'Or, elle commence le basket en 2005 dans le 18e arrondissement sur le conseil de sa prof d’EPS de l’école élémentaire Jean-François Lépine : « J'avais touché à pas mal de choses sans vraiment persévérer. Je l'ai écoutée, je me suis lancée, je n'avais rien à perdre. » Son aisance ne passe pas inaperçue et elle rejoint dès 2009 le Centre fédéral où elle perfectionne son jeu et prend part aux campagnes internationales avec les équipes de jeunes.

### Premiers pas au Basket Landes puis passage à Toulouse
À sa sortie de l'INSEP, elle rejoint Basket Landes avec sa coéquipière en équipe de France Valériane Ayayi. Remplaçante de Carmen Guzman, elle s'adapte cependant vite au haut niveau réussissant notamment le 16 décembre face à Toulouse 28 points (5/9 à 2-pts, 2/2 à 3-pts, 12/13 aux lancers), pris 9 rebonds, délivré 6 passes décisives, fait 3 interceptions, perdu 2 balles et provoqué 7 fautes pour 39 d’évaluation. Malgré sa petite taille, son explosivité en fait un véritable poison en défense pour ses adversaires et sait même s'illustrer au rebond.
Après deux saisons dans les Landes (7,2 points et 3,7 rebonds en 2013-2014) avec pour la dernière une seconde place de la saison régulière, elle signe en avril 2014 pour Toulouse. Meilleure joueuse à l'évaluation lors de la troisième journée, elle récidive lors de la dixième dominant en seconde période la joueuse WNBA Alex Bentley pour permettre à Toulouse de l'emporter sur Tarbes avec 23 points (8/12 à deux points, 1/4 à trois points, 4/7 aux lancers-francs), 10 rebonds, 8 passes décisives, 5 interceptions, 2  contres, 10 fautes provoquées et 5 balles perdues pour 33 d'évaluation en 38 minutes. Pour sa seconde saison à Toulouse, elle réussit son premier triple-double en LFB avec 14 points, 12 rebonds et 12 passes décisives. Pour son entraîneur Jérôme Fournier : « Je n'ai jamais vu ça. Quand tu es une meneuse de jeu d'1,65 m et que tu fais des triples-doubles, c'est souvent des points, des passes et des interceptions. Mais là ce sont des rebonds ! Elle ne renonce jamais, ça l'amène à être présente sur tous les ballons. »

### Championne de France 2017 avec Villeneuve-d’Ascq
N'ayant pu obtenir le maintien de Toulouse malgré 11,5 points, 6,7 rebonds, 5,3 passes décisives et 3,2 interceptions de moyenne pour 14,7 d'évaluation, elle rejoint l'équipe de Villeneuve-d’Ascq qualifiée pour l'Euroligue, où elle retrouvera son ancienne coéquipière dans les Landes Valériane Ayayi.
En 2017, elle remporte avec Villeneuve-d’Ascq  son premier titre de championne de France face à Lattes Montpellier.

### Expériences à l'étranger, puis retour en France
Olivia Époupa tente ensuite une première expérience à l'étranger avec le club turc d'Euroligue Galatasaray. En décembre 2017 face au leader du championnat Fenerbahçe Galatasaray doit s'incliner 79 à 67 malgré 14 points, 5 rebonds, 6 passes décisives et 7 interceptions pour 1 seule balle perdue en 34 minutes de jeu pour Époupa qui livre une excellent première saison à l'étranger avec 9,8 points, 5 rebonds, 4,1 passes décisives et 3,4 interceptions en moyenne en championnat et 10,4 points, 8,1 rebonds, 4,2 passes décisives et 3,4 interceptions en Euroligue malgré une adresse perfectible à trois points (27% en championnat et 2/20 en Euroligue). Le club remporte l'Eurocoupe face à Venise. Discrète en finale (4 points, 3 rebonds et 2,5 passes lors des deux matchs), elle s'est fait remarquer lors de la saison régulière d'Euroligue avec des moyennes de 9,6 points, 7 rebonds, 3,7 passes et 3 interceptions en 14 matchs. L'année suivante, elle reste en Turquie en signant au Beşiktaş JK.
À l'issue de la saison 2018-2019 et après deux expériences à l'étranger, Olivia Époupa poursuit son aventure en dehors de l'hexagone en signant en Australie au Canberra Capitals. Elle devient championne d'Australie et MVP des finales en mars 2020.
Pressentie au Mercury de Phoenix, elle ne dispute pas la saison WNBA 2020 et reste sans club à l'automne 2020. Afin de préparer son retour en équipe de France, elle s'engage avec le club de bas de tableau de LFB de Charnay, qui retrouve la victoire face à Nantes-Rezé pour sa première sortie avec Epoupa.
Pour raisons médicales, elle ne joue en équipe de France à l'été 2022. À l'automne 2022, elle joue pour Istanbul puis à Sopron mais loin de ses performances habituelle (2,3 points à 16,7% de réussite aux tirs, 2,8 rebonds et 1,8 passe décisive pour 2 d’évaluation en 17 minutes sur quatre matches d’EuroLeague) et stoppe sa saison le 17 mars contre le Fenerbahçe Istanbul. Une commotion cérébrale en 2022 qui la tient éloignée des terrains pendant une année, avant de pouvoir renouer avec la compétition en novembre 2023 avec le club turc de Çukurova BK Mersin,.
Elle est engagée par le Lynx du Minnesota pour la saison WNBA 2024 mais n'a qu'un temps moyen de 7 minutes lors de ses 16 apparitions pour des moyennes statistiques de 0,9 point, 1,5 passe décisive et 0,8 interception par match. En août 2024, elle est immpliquée dans un échange avec les Mystics de Washington, mais cette franchise ne confirme pas son contrat. Avec le Lynx, elle remporte la Commissioner’s Cup, bien qu'elle ne soit pas entrée en jeu pour la finale contre le Liberty de New York.
Pressentie à Tarbes pour la saison LFB 2024-2025, elle ne trouve pas d'accord financier avec le club, qui se tourne alors vers une autre joueuse. En janvier 2025, elle rejoint une nouvelle fois le championnat turc pour évoluer avec Olivia Epoupa retrouve le Championnat turc en signant à Ormanspor (en).

## En Équipe de France
À l'été 2013, elle remporte la médaille d'argent du Championnat du monde avec l'Équipe de France de basket-ball féminin des 19 ans et moins, dont elle est nommée dans le meilleur cinq de la compétition. Elle est une rares joueuses à avoir été meilleure joueuse dans les trois catégories d'âge de jeunes des championnats européens (U16, U18 et U20).
Avec l'Équipe de France U20, elle remporte l'or face à l'Espagne en juillet 2014. Elle est nommée MVP de la compétition. Présélectionnée en Équipe de France senior, elle ne figure pas dans la sélection finale qui dispute le championnat du monde 2014.
Elle connaît sa première sélection en senior lors d'une défaite face aux Serbes le 15 mai 2015. Elle fait ses débuts en compétition officielle sous le maillot bleu pour l'Euro 2015. Elle dit de sa coéquipière Céline Dumerc « Pour le moment, on ne se connait pas très bien. On n’a pas eu la chance de se côtoyer mis à part en tant qu’adversaires donc je pense que c’est une relation qui va se faire progressivement. Il y a des moments où on rigole et quand j’ai des questions, je n’hésite pas à aller vers elle. C’est une personne qui est très ouverte (...) J’ai vite et bien été encadrée par le staff qui m’a rassurée et mise en confiance. » Elle s'impose lors de l'Euro 2015 comme la seconde option du coach après Céline Dumerc avant Anaël Lardy, qu'elle relaie en défense sur des arrières rapides comme la naturalisée russe Epiphanny Prince. L'aînée dit d'elle « Ça me fait penser à moi, quand je suis arrivée en équipe de France. Tout doucement, d'année en année, j'ai commencé à rentrer un plus dans les plans de jeu du coach. Et là, c'est vrai qu'Olivia répond favorablement et vraiment efficacement tout de suite. » 
En 2015, elle est membre de l'équipe qui atteint la finale de l'Euro 2015 face à la Serbie qui ne craque pas et conquiert son premier titre de Championne d'Europe (68-76).
Propulsée meneuse titulaire aux Jeux de Rio après la blessure de la capitaine Céline Dumerc, elle réussit un match de grande classe lors de la deuxième journée du tournoi face à la Biélorussie. Après avoir donné l’avantage à la France à l'entrée de la dernière minute, les Biélorusses reprennent un point d'avance. Sur la dernière action, elle arrache un rebond offensif (16 points, 4 rebonds, 5 passes décisives et 3 interceptions) et fait une passe instantanée à Endy Miyem qui inscrit le tir victorieux à la dernière seconde.

## Palmarès

### Clubs
- Championne d'Australie 2020
- Championne de France 2017[11].
- Vainqueure de l'Eurocoupe 2017-2018
- Vainqueure de la WNBA Commissioner’s Cup 2024[22].

### Sélection nationale

#### Seniors
- Médaille d'argent au championnat d'Europe 2015[34] en Hongrie et Roumanie
- Médaille d'argent au championnat d'Europe 2017[37]en République tchèque
- Médaille d'argent au championnat d'Europe 2019 à Belgrade (Serbie)[38]
- Médaille d'argent au championnat d'Europe 2021 en France et en Espagne

#### Jeunes
- Médaille d'or au Championnat d'Europe 2014 des 20 ans et moins[27]
- Médaille d'or au Championnat d'Europe 2012 des 18 ans et moins[39]
- Médaille d'or au Festival olympique de la jeunesse européenne 2009[40]
- Médaille d'argent au Championnat du monde de basket-ball féminin des 19 ans et moins 2013[25]
- Médaille d'argent au Championnat d'Europe 2011 des 18 ans et moins[39]
- Médaille d'argent au Championnat du monde 2010 des 17 ans et moins [39]
- Médaille de bronze au Championnat d'Europe 2010 des 16 ans et moins [39]
- Médaille de bronze au Championnat d'Europe 2009 des 16 ans et moins [39]

## Distinctions personnelles
- MVP de l’Euro U16 en 2010 [39]
- MVP de l’Euro U18 en 2012[39]
- Meilleur cinq Championnat du monde de basket-ball féminin des 19 ans et moins 2013[26]
- MVP de l’Euro U20 en 2014[28]
- Meilleure meneuse européenne  2018  à travers son traditionnel référendum réalisé auprès de ses 200 correspondants sur  le site EuroBasket.com
- MVP des finales WNBL 2020
- Cinq Majeur LFB : saison 2021-2022[41]

## Statistiques

### En club

#### WNBA
Saison régulière
| Saison | Équipe            | MJ | M5 | Min | %T   | %3 | %LF   | Rb  | PD  | Int | Ctr | BP  | F   | Pts |
| ------ | ----------------- | -- | -- | --- | ---- | -- | ----- | --- | --- | --- | --- | --- | --- | --- |
| 2024   | Lynx du Minnesota | 17 | 0  | 6,7 | 37,5 | -  | 100,0 | 1,1 | 1,5 | 0,8 | 0,0 | 0,9 | 0,8 | 0,8 |
| Total  | Total             | 17 | 0  | 6,7 | 37,5 | -  | 100,0 | 1,1 | 1,5 | 0,8 | 0,0 | 0,9 | 0,8 | 0,8 |

Playoffs
| Saison | Équipe            | MJ | M5 | Min | %T | %3 | %LF | Rb  | PD  | Int | Ctr | BP  | F   | Pts |
| ------ | ----------------- | -- | -- | --- | -- | -- | --- | --- | --- | --- | --- | --- | --- | --- |
| 2024   | Lynx du Minnesota | 4  | 0  | 0,5 | -  | -  | -   | 0,0 | 0,0 | 0,0 | 0,0 | 0,0 | 0,3 | 0,0 |
| Total  | Total             | 4  | 0  | 0,5 | -  | -  | -   | 0,0 | 0,0 | 0,0 | 0,0 | 0,0 | 0,3 | 0,0 |